# Mystacoleucus marginatus
Mystacoleucus marginatus е вид лъчеперка от семейство Шаранови (Cyprinidae). Видът не е застрашен от изчезване.

## Разпространение и местообитание
Разпространен е във Виетнам, Индонезия (Калимантан, Суматра и Ява), Камбоджа, Лаос, Малайзия (Западна Малайзия), Мианмар и Тайланд.
Обитава сладководни басейни, реки и потоци.

## Описание
На дължина достигат до 20 cm.
Популацията на вида е стабилна.